# 黒瀬川帯
黒瀬川帯（くろせがわたい、英: Kurosegawa zone）は、日本の地体構造区分の一つである。黒瀬川地帯、黒瀬川構造体とも。西南日本外帯に属し、秩父帯中帯にほぼ同義であるが、その範囲については研究者によってわかれる。愛媛県西予市を流れる黒瀬川より命名。

## 構造
ジュラ紀付加体である秩父帯北帯、秩父帯南帯（三宝山帯）の間に、関東山地から紀伊半島、四国、九州にわたって細長く帯状に分布する。その長さは1000kmにも達するが、幅は数km程度しかない。紀伊半島中央部では、秩父帯とともに分布を欠く。
主に古生代(ジュラ紀より古いシルル・デボン紀)の花崗岩、変成岩、石灰岩、堆積岩などが、周囲の岩石と断層で画されながらレンズ状に分布し、断層運動で上昇したとされる。これらの古生代の岩石は黒瀬川帯構成岩類と呼ばれ、日本では最古のものである。この岩石が分布するエリアを「狭義の黒瀬川帯」「黒瀬川構造帯」と呼ぶ。またレンズ状岩体境界に蛇紋岩が分布し蛇紋岩メランジュ帯と考えられたこともある。
黒瀬川構造帯に沿って周囲に分布するペルム紀付加体を含めた、秩父帯中のジュラ紀付加体以外の地質帯を「広義の黒瀬川帯」「黒瀬川帯」と呼ぶ。

## 形成
大陸側から太平洋側へと付加体が順に形成される考えが広まると、黒瀬川帯が新しい付加体より古い年代であるという矛盾が生じ、日本列島の成り立ちにおけるこの地質のギャップについて幾つかの説が出された。
- テレーン説・独立した地質体テレーン（黒瀬川古陸、より古い大陸パシフィカの断片）を乗せたプレートがぶつかり付加体中に残されたという説は、大陸性の花崗岩などが少なすぎるなどの理由で衰退した。
- 横ずれ説・外帯は現在の沖縄付近から1000km以上スライドして来たという説。この説のバージョンとして、中央構造線の存在と古生物地理分布を根拠とし、三郡－蓮華帯の西南の延長が黒瀬川帯と考えて、ユーラシア大陸南部の付加体が2000kmもの大移動をしてきたという説もある。
- ナップ説・新しい岩体が沈み古い岩体がシート状に乗り上げる新旧逆転構造をナップといい、侵食され古い岩体が取り残されたものをクリッペという。[3] 黒瀬川帯はかつては三郡－蓮華帯と連続していた岩盤の巨大なクリッペであるという説。